# عاصرة أودي
عاصرة أودي (بالإنجليزية: Sphincter of Oddi)‏ وتسمى ايضاً (العضلة العاصرة الكبدية) وهي صمام العضلات التي تتحكم في تدفق العصارات الهضمية (الصفراء وعصير البنكرياس) من خلال أمبولة فاتر في الجزء الثاني من الاثنا عشر. وأطلق عليها اسم أودي تيمناً بعالم التشريح الفيزولوجي الإيطالي روجيرو أودي. وتخفف عضلة أودي العاصرة من اندفاع هرمون كوليسيستوكينين (CCK) عبر الببتيد المعوي الفعال في الأوعية (VIP).

## الأهمية السريرية
عندما يصل الطعام إلى الأمعاء ترتخي العاصرة فتتسع الفتحة وتندفع الصفراء إلى الأمعاء وعندما تكون الأمعاء فارغة تنقبض العاصرة فيندفع الصفراء إلى الحويصلة لتخزن فيها. يتسع الحويصلة الصفراوية إلى 30-50 مم من العصارة الصفراوية. وكيس الصفراء مكون من عضلات ملساء مبطنة بخلايا طلائية عمادية، يتم امتصاص كل من الصوديوم والكلوريد والبيكربونات عن طريق الامتصاص الإيجابي (Active reabsorbed) وينتج عن ذلك زيادة في امتصاص ماء الصفراء.

## وصلات خارجية
- Ballal، M. A.؛ Sanford، P. A. (2000). "Physiology of the sphincter of Oddi--the present and the future?--Part 1". Saudi Journal of Gastroenterology. ج. 6 ع. 3: 129–46. PMID:19864708. مؤرشف من الأصل في 2016-04-05.
- Ballal، M. A.؛ Sanford، P. A. (2001). "Physiology of the sphincter of Oddi: The present and the future?--Part 2". Saudi Journal of Gastroenterology. ج. 7 ع. 1: 6–21. PMID:19861760. مؤرشف من الأصل في 2016-03-05.